# Grønfjorden
Grønfjorden is een fjord van het eiland Spitsbergen, dat deel uitmaakt van de Noorse eilandengroep Spitsbergen.
De naam van het fjord betekent het groene fjord.

## Geografie
Het fjord is zuidoost-noordwest georiënteerd en heeft een lengte van ongeveer 16 kilometer. Ze mondt in het noorden uit in het Isfjord. Het fjord ligt in het noordwesten van Nordenskiöld Land.
In het fjord ligt de nederzetting Barentszburg.
Ongeveer 17 kilometer naar het oosten ligt de baai Colesbukta. Ongeveer 11 kilometer naar het westen mondt het Isfjord uit in de Groenlandzee.